# La Fille de l'eau
Pour plus de détails, voir Fiche technique et Distribution.
La Fille de l'eau est un film muet français, premier film réalisé par Jean Renoir, sorti en 1925

## Synopsis
Sur un canal, une péniche, à son bord Gudule une enfant solitaire, son père marinier, et l'oncle Jeff. Le père se noie, et Gudule n'a plus pour seule famille que son oncle. L'oncle est une brute qui dilapide l'héritage de sa nièce et tente de la violer. Gudule s'enfuit et se réfugie auprès de deux bohémiens : un jeune braconnier, « la Fouine », et sa mère, « la Roussette ». Mais « la Fouine », par ses mauvais coups, provoque la colère des paysans des alentours, qui brûlent la roulotte familiale. Gudule, en se sauvant, fait une chute dans une carrière. Peu après, à bout de force, elle s'endort et s'enfonce dans un étrange rêve. Georges Raynal, fils d'un propriétaire terrien de la région, la recueille et la fait engager chez ses parents. Le misérable oncle Jeff retrouve Gudule et lui extorque de l'argent qu'elle est obligée de voler à Georges. Georges comprend tout, parvient à rosser Jeff et le jette à la rivière. Les deux jeunes gens peuvent partir ensemble vers un avenir prometteur.

## Fiche technique
- Titre : La Fille de l'eau
- Réalisation : Jean Renoir
- Scénario : Pierre Lestringuez
- Adaptation : Jean Renoir
- Décors : Jean Renoir
- Images : Jean Bachelet, Alphonse Gibory
- Assistant réalisateur : Pierre Champagne
- Affiche : Robert Lesbounit
- Société de production : Les Films Jean Renoir
- Société de distribution : Maurice Rouhier, puis Pierre Braunberger
- Affiche : Robert Lesbounit
- Tournage : juin - juillet 1924 ; Studios G.M. Films, et pour les extérieurs Marlotte (La Nicotière, propriété du fils de Paul Cézanne, et le café Le bon coin)
- Format : Noir et blanc - 1,33:1 - Film muet - 35 mm
- Durée : 70 min (longueur originale 1 700 m, réduite à 1 600, lors de la sortie commerciale)
- Genre : Mélodrame
- Dates de sortie : 
  -  France : première projection 12 décembre 1924 à l'Artistic, Paris ; première publique avril 1925, au Ciné-Opéra

## Distribution
- Catherine Hessling : Gudule
- Harold Lewingston (Van Doren) : Georges Raynal
- Pierre Lestringuez : Jeff, l'oncle de Gudule (crédité Pierre Philippe dans certaines versions)
- Marc Rosaërt : le père de Gudule
- Pierre Champagne : Justin Crépoix, le riche fermier
- Maurice Touzé : « La Fouine », le jeune braconnier
- Henriette Moret : « La Roussette », mère de « la Fouine »
- Georges Térof : monsieur Raynal, le père de Georges
- Madame Fockenberghe : madame Raynal, la mère de Georges
- Charlotte Clasis : madame Maubien, la meunière
- Pierre Renoir : un paysan
- André Derain : le patron du café Le bon coin

## La Fille de l'eaupar Jean Renoir
« La Fille de l'eau naquit en 1924 du bizarre assemblage de Catherine Hessling et de la forêt de Fontainebleau. Je possédais une maison à la lisière de la forêt, à Marlotte. Avec Catherine, nous découvrions l'enchantement de ce paysage mystérieux. Les arbres de la forêt de Fontainebleau sont évidemment de vrais arbres : ils n'en constituent pas moins un décor d'une irréalité troublante. Surtout les hêtres avec leurs troncs bien droits s'élevant vers la surface de la forêt dans une lumière bleuâtre. On se croirait au fond de la mer au milieu de mâts de navires naufragés. [...]
La Fille de l'eau était une histoire sans importance littéraire. Lestringuez et moi avions écrit ce scénario pour mettre en valeur les qualités plastiques de Catherine Hessling. La magie de la forêt de Fontainebleau nous y aidait. L'intrigue était au second plan de nos préoccupations. Elle n'était qu'un prétexte à des plans présentant une valeur purement visuelle. [...]
Avec ce film à petit budget, je ne comptais pas bouleverser le marché cinématographique. J'aurais même fait cadeau de ce film aux exploitants qui auraient bien voulu le projeter. La simple histoire que j'y contais ne pouvait choquer personne. Elle relate les malheurs d'une jeune orpheline, fille d'un marinier, en butte à la haine des villageois et à la persécution d'un oncle qui veut la violer. Pour fuir ses persécuteurs, elle se sauve dans la forêt et fait un rêve. C'est ce rêve qui, je crois, suscitait la méfiance des exploitants. Une jeune femme galopant sur un cheval blanc, cette même jeune femme entourée des personnages déformés qui la terrorisent, ça n'est pas « naturel ». Le plan qui choquait le plus était celui où une corde passée autour du cou du méchant oncle - Pierre Lestringuez - se changeait en serpent. C'était prendre le public pour des enfants... Quoi qu'il en soit, La Fille de l'eau fut repoussée à l'unanimité par les représentants de la profession cinématographique. »

— Jean Renoir, Ma vie et mes films, Flammarion, 1974